# Воктор-Савой, Пол
Пол Воктор-Савой (норв. Paul Waaktaar-Savoy; род. 6 сентября 1961, Тонсенхаген, близ Осло; имя при рождении — Пол Гамст Воктор, норв. Pål Gamst Waaktaar) — норвежский музыкант, гитарист, поэт, художник, автор песен норвежской группы a-ha. Наиболее известны стали песни: The Sun Always Shines on T.V., Hunting High and Low, Take on Me и Summer Moved On.

## Ранние годы
Пол Гамст Воктор родился 6 сентября 1961 года в семье фармацевта и сотрудницы телефонной компании. Родители любили классическую музыку и приучили сына ходить на балет и оперу. Также у музыканта есть сестра, которая на 2 года старше.
В детстве Пол любил рисовать и играть на флейте. В школе он учился средне. Примечательно, что в своей первой школе, располагавшейся в районе Манглеруд, Полу не понравилось и он смог убедить родителей перевести его в школу в Нордстранде, считавшуюся на тот момент одной из самых современных и престижных.
В 10 лет Воктор-Савой познакомился с Магне Фурухольменом, который вскоре стал его лучшим другом. Через какое-то время Пол услышал по радио запись мюзикла Hair и решил написать свою рок-оперу. С помощью Магне ему удалось осуществить задуманное. Также Полу нравилось творчество The Doors и The Beatles и он мечтал в будущем достичь такой же популярности.
В 1978 году вместе с Магне Пол создал свою первую группу Bridges. В 1980 году вышел первый альбом коллектива — Fakkeltog (норв. «Факельное шествие»). После окончания школы (что далось Полу весьма нелегко) молодые люди поехали покорять Лондон.

## Профессиональная карьера
В 1994 году вместе со своей женой Лорен и барабанщиком Фруде Уннеландом Пол основал группу Savoy. В Норвегии эта группа добилась большого успеха, продав около 300 000 записей. Они были номинированы на премию «Спелльманспризен» (норвежский аналог Грэмми) четыре раза и завоевали эту награду 3 раза.
Его песни не раз становились саундтреками к фильмам: композиция a-ha Velvet появляется в фильме Одна ночь у МакКула, Whalebone звучит в известной норвежской картине Гавайи, Осло, The Living Daylights использована в качестве основной темы в одноимённом фильме про Джеймса Бонда.

## Личная жизнь
В юношестве Пол считал себя «гадким утёнком» и был уверен, что умрёт девственником. Впервые он поцеловался в 18 лет с девушкой Магне Фурухольмена, которая сделала это, чтобы вызвать у Магне ревность. Роман продлился три дня.
В 1982 году, в первые дни своего пребывания в Лондоне, Пол познакомился с американским режиссёром Лорен Савой. Вскоре они начали встречаться. Во время написания альбома Hunting High and Low Лорен была главной музой Пола.
В 1991 году пара поженилась. Пол взял фамилию Лорен в качестве своей второй фамилии. В 1999 году у супругов родился сын Тру Аугуст Воктор-Савой. Семья живёт попеременно в Нью-Йорке и Осло.
Пол является дальним родственником футболиста  Мортена Гамста Педерсена.

## Дискография
- Mary Is Coming (26 февраля 1996)
- Lackluster Me (6 октября 1997)
- Mountains of Time (23 августа 1999)
- Reasons to Stay Indoors (8 октября 2001)
- Savoy (30 августа 2004)
- Savoy Songbook Vol. 1[англ.] (2007) — сборник ранее выпущенных песен
- World of Trouble (24 февраля 2017) — как Waaktaar & Zoe
- See the Beauty in Your Drab Hometown (12 января 2018)
- Under (2024)